# Ніноска Соуто
Ніноска Соуто (ісп. Ninoska Souto; нар. 3 грудня 1968) — колишня іспанська тенісистка.
Найвищу одиночну позицію світового рейтингу — 254 місце досягла 10 листопада 1986, парну — 154 місце — 6 червня 1988 року.

## Фінали ITF
| турніри $25,000 |
| турніри $10,000 |

### Одиночний розряд: 1 (1–0)
| Результат | Ранг | Дата            | Турнір          | Покриття | Суперниця | Рахунок  |
| --------- | ---- | --------------- | --------------- | -------- | --------- | -------- |
| Перемога  | 1.   | 26 березня 1990 | Мадрид, Іспанія | Ґрунт    | Ева Бес   | 6–3, 6–0 |

### Парний розряд: 9 (6–3)
| Результат | Ранг | Дата             | Турнір                          | Покриття | Партнерка         | Суперниці                                  | Рахунок       |
| --------- | ---- | ---------------- | ------------------------------- | -------- | ----------------- | ------------------------------------------ | ------------- |
| Перемога  | 1.   | 5 листопада 1984 | Барселона, Іспанія              | Ґрунт    | Ханет Соуто       | Ана Алманса Мішель Ґарт                    | 6–2, 6–4      |
| Поразка   | 1.   | 16 вересня 1985  | Майорка, Іспанія                | Ґрунт    | Інмакулада Варас  | Карін Баккум Ніколе Мунс-Ягерман           | 4–6, 0–6      |
| Перемога  | 2.   | 28 липня 1986    | Сецце, Італія                   | Ґрунт    | Ханет Соуто       | Роса Б'єльса Елена Герра                   | 6–3, 7–6      |
| Перемога  | 3.   | 8 вересня 1986   | Лісабон, Португалія             | Ґрунт    | Марія Хосе Льорка | Клаудія Ернандес Патрісія Гай-Буле         | 6–1, 4–6, 6–4 |
| Перемога  | 4.   | 24 серпня 1987   | Порту, Португалія               | Ґрунт    | Ханет Соуто       | Габі Кастро Ана Сегура                     | 4–6, 6–2, 6–0 |
| Перемога  | 5.   | 7 березня 1988   | Кастельйон-де-ла-Плана, Іспанія | Ґрунт    | Ханет Соуто       | Лусіла Бесерра Клаудія Ернандес            | 4–6, 6–2, 6–2 |
| Поразка   | 2.   | 18 липня 1989    | Франкавілла-аль-Маре, Італія    | Ґрунт    | Мара Ейкенбом     | Сильвія Чопек Магдалена Фейстель           | 3–6, 2–6      |
| Поразка   | 3.   | 31 липня 1989    | Віго, Іспанія                   | Ґрунт    | Ана Ларракоечеа   | Лусіана Корсато-Овсянка Паскаль Етшеменеді | 3–6, 1–6      |
| Перемога  | 6.   | 19 березня 1990  | Гранада, Іспанія                | Тверде   | Елена Ордіньяга   | Інес Канадель Барбара Наварро              | 7–5, 4–6, 6–2 |